# ピーター・D・アイマス
ピーター・D・アイマス（Peter D. Eimas, 1934年 – 2005年10月28日）は、アメリカ合衆国の心理学者、 認知科学者。ブラウン大学で教授を務めた。乳児に、それまで考えられていた以上の言語能力や認知能力があることを示したことで知られる。
コネチカット州ブリッジポートで生まれ、ロードアイランド州プロビデンスで死去。
ブラウン大学ではアイマスに敬意を表し、心理学や認知科学の大学院生のための「ピーター・D・アイマス大学院基金」を設立した。